# Atypa selligera
Atypa selligera är en insektsart som beskrevs av Albino Morimasa Sakakibara 1970. Atypa selligera ingår i släktet Atypa och familjen hornstritar. Inga underarter finns listade i Catalogue of Life.